# Venezia - San Marco
Venezia - San Marco è un dipinto di Francesco De Rocchi. Eseguito nel 1972, appartiene alle collezioni d'arte della Fondazione Cariplo.

## Descrizione
La Basilica di San Marco è uno dei soggetti più cari a De Rocchi; quest'immagine, realizzata nella fase della piena maturità artistica del pittore, è di notevole brillantezza, grazie all'uso di colori freschi e vivaci e al susseguirsi delle numerose e piccole pennellate disposte a dar risalto alle forme delle cupole, ai mosaici e alle figure umane di passaggio.

## Storia
Il dipinto apparteneva alla collezione dell'Istituto Bancario Italiano, confluendo quindi nelle raccolte della Fondazione Cariplo nel 1991.